# Axel Erdmann (filolog)
 Der er flere personer med dette navn, se Axel Erdmann.
Axel Erdmann (6. februar 1843 i Stockholm – 8. november 1926 i Uppsala) var en svensk filolog,
søn af Axel Erdmann, broder til Edvard Erdmann.
Erdmann blev student 1861, docent i oldengelsk i Uppsala 1871 og Dr. phil. 1872. Han studerede 1870 i England, 1872-73 i Bonn (sanskrit og germansk filologi), 1875-76 rejste han til Leipzig, Paris, London og Oxford for at gøre videre studier i de germanske, romanske og slaviske sprog, og endelig opholdt han sig 1888-89 atter i Tyskland og England, blandt andet for at studere moderne universitetsindretninger. Han indførte for første gang studiet af sanskrit ved Uppsala Universitet og blev 1892 udnævnt til ekstraordinær professor i nyere europæisk lingvistik sammesteds og var 1904-09 professor i engelsk.
Erdmann har blandt andet udgivet: Dubletformer i den moderna engelskan. Språkhistorisk afhandling I (i "Språkvetenskapliga sällskapets i Upsala förhandlingar" 1887); Bidrag till ini-stammernes historia i fornnordiskan (i "Arkiv för nordisk filologi" 1890); Om studiet av germanska språk vid Upsala universitet (1890); Über die Heimat und den Namen der Angeln (1890); Om folknamnen Götar och Goter (i "Antiquarisk tidskrift för Sverige" 1891). Erdmann har været et virksomt medlem af "Humanistiska vetenskapssamfundet" i Uppsala og i dettes publikationer i forening med Karl Hildebrand udgivet Uppland. Skildring av land och folk. På sin 70-års fødselsdag 6. februar 1913 hædredes han af sine disciple med Minneskrift af forna lärjungar tillägnad professor Axel Erdmann.